# 651

## Esdeveniments
- Ravenna, Exarcat de Ravenna: Olimp, exarca de la regió, s'alia amb el papa Martí I i es declara emperador romà, desafiant Constanci II.
- Regne dels Francs: Es crea el Principat de Stavelot-Malmedy, lligat a l'abadia del mateix nom; l'abat en serà el cap d'estat durant més de mil anys.
- Imperi Persa: Els àrabs culminen la conquesta de tot l'imperi per al califat omeia i, amb la mort d'Isdigerdes III, s'extingeix la dinastia sassànida.
- Kanat dels Turcs Occidentals, Àsia central: Els intents de reunificació del kanat per part de Yukukshad Irbis fracassen davant els xinesos i aquest ha de fugir, la qual cosa suposarà el final de l'estat independent.
- Sicília: Els àrabs hi desembarquen i n'ocupen algunes ciutats.
- Rodes: Els musulmans conquereixen l'illa.
- Khorasan, Pèrsia: Els àrabs, comandats per Abd-Al·lah ibn Àmir, comencen l'ocupació del territori.
- Herat, Afganistan: La ciutat és conquerida pels àrabs.
- Saragossa, Tarraconense: Taió succeeix Brauli, a la mort d'aquest, com a bisbe de la ciutat.
- Edessa, Síria: Jacob el Jove és nomenat bisbe de la ciutat.

## Necrològiques
- Merv (Àsia central): Isdigerdes III, darrer emperador sassànida, assassinat per un lladre.
- Saragossa (Tarraconense): Sant Brauli, escriptor cristià i bisbe.